# Solo (Tony Colombo)
Solo è il ventesimo album del cantante italiano Tony Colombo, pubblicato nel 2013 e distribuito dalla Seamusica.

## Tracce
1. Solo
2. Sei bellissima
3. Me mparato a ffà ammore
4. Il nostro grande amore
5. Vorrei sapere
6. Primma e te spusà
7. Senza russetto
8. Cchiù e mme
9. Natale Nuie e Napule
10. Ti Amo
11. Se Questa Volta Fosse Amore
12. This Is Love (Feat. Jimmy Barba)
 13.
Canto
 14.Si Te Sbatte O Core (Feat. Mary Marino)
15. Se Tu Lo Vuoi